# South Cle Elum
South Cle Elum az Amerikai Egyesült Államok északnyugati részén, Washington állam Kittitas megyéjében elhelyezkedő város. A 2010. évi népszámlálási adatok alapján 532 lakosa van.
A települést a Chicago, Milwaukee, St. Paul and Pacific Railroad nyomvonalának kijelölésekor alapították; az első épületek műhelyek és munkásszállók, valamint a vasútállomás voltak. South Cle Elum 1911. augusztus 28-án kapott városi rangot.

## Éghajlat
| Hónap                         | Jan.  | Feb.  | Már.  | Ápr.  | Máj. | Jún. | Júl. | Aug. | Szep. | Okt.  | Nov.  | Dec.  | Év    |
| ----------------------------- | ----- | ----- | ----- | ----- | ---- | ---- | ---- | ---- | ----- | ----- | ----- | ----- | ----- |
| Rekord max. hőmérséklet (°C)  | 18,3  | 20,6  | 35,0  | 35,6  | 37,2 | 37,8 | 40,6 | 40,6 | 36,7  | 35,6  | 22,2  | 18,9  | 40,6  |
| Átlagos max. hőmérséklet (°C) | 2,2   | 5,0   | 10,0  | 13,9  | 18,3 | 21,7 | 26,7 | 26,7 | 22,8  | 14,4  | 6,1   | 0,6   | 14,1  |
| Átlagos min. hőmérséklet (°C) | −4,4  | −4,4  | −1,1  | 1,1   | 5,0  | 8,3  | 11,7 | 11,1 | 6,1   | 1,1   | −1,7  | −5,6  | 2,3   |
| Rekord min. hőmérséklet (°C)  | −36,1 | −33,9 | −18,9 | −11,1 | −7,2 | −3,9 | −0,6 | −5,0 | −11,1 | −12,2 | −25,6 | −35,0 | −36,1 |
| Átl. csapadékmennyiség (mm)   | 76    | 68    | 50    | 27    | 29   | 23   | 15   | 13   | 21    | 49    | 109   | 89    | 569   |
| Forrás: The Weather Channel   |       |       |       |       |      |      |      |      |       |       |       |       |       |

## Népesség
A 2010-es népszámláláskor a városnak 532 lakója, 235 háztartása és 145 családja volt. A népsűrűség 511,5 fő/km2. A lakóegységek száma 271, sűrűségük 260,6 db/km2. A lakosok 93,2%-a fehér, 0,4%-a afroamerikai, 1,5%-a indián, 0,8%-a ázsiai,  1,5%-a egyéb, 2,6%-a pedig kettő vagy több etnikumú. A spanyol vagy latino származásúak aránya 5,1% (   )
A háztartások 28,5%-ában élt 18 évnél fiatalabb. 49,8% házas, 8,9% egyedülálló nő, 3% egyedülálló férfi, 38,3% pedig nem család. 30,2% egyedül élt; 11,5%-uk 65 éves vagy idősebb. Egy háztartásban átlagosan 2,26 személy élt; a családok átlagmérete 2,8 fő.
A medián életkor 48,2 év volt. A város lakóinak 21,2%-a 18 évesnél fiatalabb, 8% 18 és 24 év közötti, 24%-uk 25 és 44 év közötti, 28,3%-uk 45 és 64 év közötti, 18,6%-uk pedig 65 éves vagy idősebb. A lakosok 49,6%-a férfi, 50,4%-a pedig nő.

## Nevezetes személy
- Douglas Albert Munro, a parti őrség egyetlen tagja, akit kitüntettek a Medal of Honorral[9]

## Fordítás
Ez a szócikk részben vagy egészben  a   South Cle Elum, Washington című angol Wikipédia-szócikk ezen változatának fordításán alapul.  Az eredeti cikk szerkesztőit annak laptörténete sorolja fel. Ez a jelzés csupán a megfogalmazás eredetét és a szerzői jogokat jelzi, nem szolgál a cikkben szereplő információk forrásmegjelöléseként.